# موريليا
موريليا : إحدى مدن المكسيك الأوسط. عاصمة ولاية ميتشواكان المكسيكية. تقع على هضبة تاراسك على المحورالبركاني المركزي، ما بين المكسيك وغوادالاخارا، هو الذي أسس أنطونيو دي ميندوزا 18 مايو 1541 بلد الوليد. أعيدت تسميته تكريما لبطل الاستقلال خوسيه ماريا موريلوس أي بافون الذي ولد بها.

## المناخ
يظهر الجدول التالي التغييرات المناخية على مدار السنة لموريليا:
| البيانات المناخية لـموريليا                                     | البيانات المناخية لـموريليا | البيانات المناخية لـموريليا | البيانات المناخية لـموريليا | البيانات المناخية لـموريليا | البيانات المناخية لـموريليا | البيانات المناخية لـموريليا | البيانات المناخية لـموريليا | البيانات المناخية لـموريليا | البيانات المناخية لـموريليا | البيانات المناخية لـموريليا | البيانات المناخية لـموريليا | البيانات المناخية لـموريليا | البيانات المناخية لـموريليا |
| الشهر                                                           | يناير                       | فبراير                      | مارس                        | أبريل                       | مايو                        | يونيو                       | يوليو                       | أغسطس                       | سبتمبر                      | أكتوبر                      | نوفمبر                      | ديسمبر                      | المعدل السنوي               |
| --------------------------------------------------------------- | --------------------------- | --------------------------- | --------------------------- | --------------------------- | --------------------------- | --------------------------- | --------------------------- | --------------------------- | --------------------------- | --------------------------- | --------------------------- | --------------------------- | --------------------------- |
| الدرجة القصوى °م (°ف)                                           | 35.0 (95.0)                 | 33.0 (91.4)                 | 39.0 (102.2)                | 36.5 (97.7)                 | 38.0 (100.4)                | 38.5 (101.3)                | 36.5 (97.7)                 | 35.5 (95.9)                 | 35.8 (96.4)                 | 36.0 (96.8)                 | 38.3 (100.9)                | 35.0 (95.0)                 | 38.5 (101.3)                |
| متوسط درجة الحرارة الكبرى °م (°ف)                               | 23.8 (74.8)                 | 25.6 (78.1)                 | 27.9 (82.2)                 | 30.0 (86.0)                 | 30.6 (87.1)                 | 28.4 (83.1)                 | 26.1 (79.0)                 | 26.0 (78.8)                 | 25.5 (77.9)                 | 25.5 (77.9)                 | 25.3 (77.5)                 | 24.2 (75.6)                 | 26.6 (79.9)                 |
| المتوسط اليومي °م (°ف)                                          | 14.5 (58.1)                 | 15.8 (60.4)                 | 18.1 (64.6)                 | 20.3 (68.5)                 | 21.5 (70.7)                 | 20.9 (69.6)                 | 19.4 (66.9)                 | 19.4 (66.9)                 | 19.1 (66.4)                 | 18.0 (64.4)                 | 16.5 (61.7)                 | 15.0 (59.0)                 | 18.2 (64.8)                 |
| متوسط درجة الحرارة الصغرى °م (°ف)                               | 5.2 (41.4)                  | 6.1 (43.0)                  | 8.4 (47.1)                  | 10.6 (51.1)                 | 12.5 (54.5)                 | 13.4 (56.1)                 | 12.8 (55.0)                 | 12.9 (55.2)                 | 12.7 (54.9)                 | 10.5 (50.9)                 | 7.8 (46.0)                  | 5.9 (42.6)                  | 9.9 (49.8)                  |
| أدنى درجة حرارة °م (°ف)                                         | −5.2 (22.6)                 | −3.0 (26.6)                 | 0.2 (32.4)                  | 1.7 (35.1)                  | 4.6 (40.3)                  | 3.0 (37.4)                  | 3.9 (39.0)                  | 6.0 (42.8)                  | 5.0 (41.0)                  | 0.0 (32.0)                  | −1.1 (30.0)                 | −4.4 (24.1)                 | −5.2 (22.6)                 |
| الهطول مم (إنش)                                                 | 18.8 (0.74)                 | 9.3 (0.37)                  | 9.8 (0.39)                  | 14.2 (0.56)                 | 46.3 (1.82)                 | 141.7 (5.58)                | 183.0 (7.20)                | 166.8 (6.57)                | 140.6 (5.54)                | 55.4 (2.18)                 | 12.1 (0.48)                 | 5.6 (0.22)                  | 803.6 (31.64)               |
| متوسط أيام هطول الأمطار (≥ 0.1 mm)                              | 2.7                         | 1.8                         | 1.9                         | 3.1                         | 7.9                         | 17.4                        | 22.2                        | 21.5                        | 17.6                        | 8.8                         | 2.7                         | 1.9                         | 109.5                       |
| متوسط الرطوبة النسبية (%)                                       | 56                          | 52                          | 46                          | 43                          | 48                          | 62                          | 68                          | 69                          | 69                          | 66                          | 62                          | 59                          | 58                          |
| ساعات سطوع الشمس الشهرية                                        | 237                         | 243                         | 281                         | 263                         | 259                         | 208                         | 195                         | 202                         | 184                         | 219                         | 234                         | 233                         | 2٬758                       |
| المصدر #1: Servicio Meteorologico Nacional (humidity 1981–2000) |                             |                             |                             |                             |                             |                             |                             |                             |                             |                             |                             |                             |                             |
| المصدر #2: Ogimet (sun 1981–2010)                               |                             |                             |                             |                             |                             |                             |                             |                             |                             |                             |                             |                             |                             |

## توأمة
لموريليا اتفاقيات توأمة مع كل من:
- بلد الوليد
- ليناريس
- ياكيما

## أعلام
- فيليبي كالديرون
- غينارو فاسكيز روجاس
- كونشا ميشيل
- سيرجيو غوميز
- ليونيل كوندي